# Santschiella
Santschiella is een geslacht van mieren, dat behoort tot de onderfamilie Formicinae.
Auguste Forel beschreef dit geslacht in 1916, samen met de nieuwe soort Santschiella kohli die door Hermann Kohl in Congo was verzameld.
De naam van het geslacht is een eerbetoon aan de Zwitserse entomoloog Felix Santschi die evenals Forel gespecialiseerd was in mieren.
Een kenmerk van Santschiella zijn de zeer grote ogen van de werksters, die zelfs groter zijn dan die van Gigantiops.

## Soorten
Het is een monotypisch geslacht; Santschiella kohli uit centraal Afrika is de enige soort in het geslacht.